# معادله کوزنی–کارمن
معادله کوزنی-کارمن (به انگلیسی: Kozeny–Carman equation) رابطه‌ای در دینامیک سیالات است که برای محاسبه افت فشار سیال در تجهیزات بستر آکنده استفاده می‌شود. این معادله به افتخار دو دانشمند به نام‌های ژوزف کورنی و فیلیپ کارمن نامگذاری شده است. این معادله تنها در جریانات آرام صادق است.
{\displaystyle {\frac {\Delta p}{L}}={\frac {180{\bar {V}}_{0}\mu }{\Phi _{\mathrm {s} }^{2}D_{\mathrm {p} }^{2}}}{\frac {(1-\epsilon )^{2}}{\epsilon ^{3}}}}
در این رابطه:
- {\displaystyle \Delta p} افت فشار
- {\displaystyle L} طول بستر
- {\displaystyle {\bar {V}}_{0}} سرعت سطحی
- {\displaystyle \mu } ویسکوزیته سیال
- {\displaystyle \epsilon } تخلخل بستر
- {\displaystyle \Phi _{\mathrm {s} }} میزان کرویت پرکن‌های بستر
- {\displaystyle D_{\mathrm {p} }} قطر ذرات کروی آکنه[۳]